# Canton de Cluses
Le canton de Cluses est une circonscription électorale française située dans le département de la Haute-Savoie en région Auvergne-Rhône-Alpes.

## Géographie
Le canton de Cluses est une circonscription électorale française située le département de la Haute-Savoie en France, dans la moyenne vallée de l'Arve. Le chef-lieu se trouve à égale distance de la ville suisse de Genève et de Chamonix. Les différents territoires du canton s'étalent de la plaine de l'Arve sur les versants ouest des Aravis et est du massif du Giffre.
La principale activité de cette partie de la vallée est tournée vers le décolletage. Cette partie du Faucgny est d'ailleurs appelée la « Technic Vallée ». La ville de Cluses, le chef-lieu du canton, est parfois considérée comme la capitale du décolletage et de la sous-traitance industrielle. Tournée vers les activités agropastorales, les communes ont trouvé un nouveau dynamisme dans le développement touristique et notamment les sports d'hiver.

## Histoire
En 1793, peu après l'annexion du duché de Savoie à la France révolutionnaire, la moyenne vallée de l'Arve ou du Faucigny est organisée en district et en canton avec Cluses pour chef-lieu, au sein du département du Mont-Blanc,. Ce nouveau canton compte huit communes : Arâche, Châtillon, Cluses, La Frasse, Magland, Nancy-sur-Cluses, Saint-Sigismond et Thyez, avec 7 618 habitants. Avec la réforme de 1800, le canton est placé dans le nouveau département du Léman, dans l'arrondissement de Bonneville. Il compte à nouveau huit communes.
En 1814, puis 1815, le duché de Savoie retourne dans le giron de la maison de Savoie. Le canton français de Cluses devient dans la nouvelle organisation de 1816 un mandement sarde comprenant sept communes : Arâches, Châtillon, Cluses, Magland, Nancy-sur-Cluses, Saint-Sigismond et Scionzier, au sein de la province du Faucigny. En 1837, Le Reposoir devient la huitième commune du mandement, et relevant toujours de la province du Faucigny et de la division administrative d'Annecy.
Au lendemain de l'Annexion de 1860, le duché de Savoie est réuni à la France et retrouve une organisation cantonale, au sein du nouveau département de la Haute-Savoie, créé par décret impérial le 15 juin 1860. Le canton de Cluses est à nouveau créé. En 1973, les communes de Marnaz, Nancy-sur-Cluses et Le Reposoir rejoignent le canton de Scionzier.
Par décret du 13 février 2014, le nombre de cantons du département est divisé par deux, avec mise en application aux élections départementales de mars 2015. Le canton de Cluses est conservé et s'agrandit en passant de 5 à 16 communes, à la suite de la disparition des cantons de Samoëns et de Taninges.

## Représentation

### Conseillers d'arrondissement de 1861 à 1940
| Période                                  | Période      | Identité                   | Étiquette                | Qualité |
| ---------------------------------------- | ------------ | -------------------------- | ------------------------ | --- |
| 1871                                     |              | Pierre Bouverat            |                          | Propriétaire à Cluses                                                                                       |
|                                          |              |                            |                          | |
|                                          | 1896 (décès) | Jacques Revuz (1820-1896)  |                          | Hôtelier aubergiste à Cluses                                                                                |
|                                          |              |                            |                          | |
|                                          | 1931         | M. Rannaz                  |                          | |
| 1931                                     | 1940         | Frédéric-Clément Sylvestre | Entente républicaine PSF | Pisciculteur à Cluses                                                                                       |
| 1940                                     |              |                            |                          | Les conseils d'arrondissement ont été suspendus par la loi du 12 octobre 1940 et n'ont jamais été réactivés |
| Les données manquantes sont à compléter. |              |                            |                          | |

### Conseillers généraux de 1861 à 2015
| Période | Période      | Identité                  | Étiquette                           | Qualité                                                                             |
| ------- | ------------ | ------------------------- | ----------------------------------- | ----------------------------------------------------------------------------------- |
| 1861    | 1871         | Firmin Guy                |                                     | Médecin, syndic puis maire de Cluses (1846-1864)                                    |
| 1871    | 1874         | Ferdinand Dupuis          |                                     | Avocat Maire de Cluses (1871-1880)                                                  |
| 1874    | 1880         | Firmin Guy                | Droite                              |                                                                                     |
| 1880    | 1891 (décès) | Albert Ducroz             | Républicain                         | Avoué à Bonneville Député (1876-1891)                                               |
| 1891    | 1898         | Émile Peltre              | Républicain modéré                  | Sous-directeur de l'école d'horlogerie de Cluses                                    |
| 1898    | 1900 (décès) | Alfred Rannaz             | Républicain                         | Horloger, maire d'Arâches, conseiller d'arrondissement                              |
| 1900    | 1919         | François Pochat           | Républicain catholique puis Radical | Notaire, maire de Cluses (1908-1921)                                                |
| 1919    | 1922 (décès) | René Depéry               | Républicain indépendant             | Industriel à Cluses                                                                 |
| 1923    | 1934         | Charles Poncet            | Rad.                                | Scientifique Directeur de l'école d'horlogerie de Cluses Adjoint au maire de Cluses |
| 1934    | 1940         | Pierre Trappier           | Rad.                                | Pharmacien Maire de Cluses (1932-1941)                                              |
|         |              |                           |                                     |                                                                                     |
| 1942    | 1945         | Claudius Bretton          |                                     | Industriel Maire de Cluses (1941-1944) Nommé conseiller départemental en 1942       |
|         |              |                           |                                     |                                                                                     |
| 1945    | 1949         | Fernand Chavand           | SFIO                                | Horloger Conseiller municipal de Cluses                                             |
| 1949    | 1979         | Louis Rouxel              | DVD                                 | Directeur d'un dépôt métallurgique Conseiller municipal de Cluses                   |
| 1979    | 2011         | Pierre Devant (1926-2013) | DVD                                 | Adjoint au maire de Cluses                                                          |
| 2011    | 2015         | Jean-Louis Mivel          | DVD                                 | Proviseur de lycée Adjoint au maire puis maire (2014-2017) de Cluses                |

### Conseillers départementaux depuis 2015
| Période élective | Période élective | Mandat | Mandat       | Identité                | Nuance | Nuance | Qualité                                                                              |
| ---------------- | ---------------- | ------ | ------------ | ----------------------- | ------ | ------ | ------------------------------------------------------------------------------------ |
| 2015             | 2021             | 2015   | 2021         | Marie-Antoinette Metral |        | LR     | Retraitée Maire de Saint-Sigismond (2001-2020)                                       |
| 2015             | 2021             | 2015   | 2017 (décès) | Jean-Louis Mivel        |        | DVD    | Proviseur de lycée Maire de Cluses (2014-2017)                                       |
| 2015             | 2021             | 2017   | 2021         | Guy Chavanne            |        | LR     | Ancien maire de Mieussy, ancien conseiller général du Canton de Taninges (2008-2015) |
| 2021             | 2028             | 2021   | en cours     | Jean-Philippe Mas       |        | LR     | Maire de Cluses, 9ème Vice-Président                                                 |
| 2021             | 2028             | 2021   | en cours     | Marie-Antoinette Metral |        | LR     | Conseillère sortante                                                                 |

### Résultats détaillés

#### Élections de mars 2015
À l'issue du 1er tour des élections départementales de 2015, deux binômes sont en ballottage : Marie-Antoinette Metral et Jean-Louis Mivel (DVD) avec 29,99 % et Cédric Grevaz et Barbara Thillot (FN) avec 29,49 %. Le taux de participation est de 46,06 % (14 903 votants sur 32 356 inscrits) contre 45,4 % au niveau départemental et 50,17 % au niveau national.
Au second tour, Marie-Antoinette Metral et Jean-Louis Mivel sont élus avec 64,77 % des suffrages exprimés et un taux de participation de 46,53 % (9 067 voix pour 15 054 votants et 32 355 inscrits). Jean-Louis Mivel décède le 21 novembre 2017.

#### Élections de juin 2021
Le premier tour des élections départementales de 2021 est marqué par un très faible taux de participation (33,26 % au niveau national). Dans le canton de Cluses, ce taux de participation est de 28,69 % (9 806 votants sur 34 174 inscrits) contre 28,81 % au niveau départemental. À l'issue de ce premier tour, deux binômes sont en ballottage : Jean-Philippe Mas et Marie-Antoinette Metral (DVD, 44,41 %) et Stéphane Bouvet et Chantal Vannson (DVD, 39,14 %).
Le second tour des élections est marqué une nouvelle fois par une abstention massive équivalente au premier tour. Les taux de participation sont de 34,36 % au niveau national, 29,17 % dans le département et 30,87 % dans le canton de Cluses. Jean-Philippe Mas et Marie-Antoinette Metral (DVD) sont élus avec 51,27 % des suffrages exprimés (5 098 voix pour 10 550 votants et 34 176 inscrits),,.

## Composition

### Composition avant 2015
Le canton de Cluses regroupait 5 communes entières.
| Nom                  | Code Insee | Codepostal | Superficie (km2) | Population (dernière pop. légale) | Densité (hab./km2) |
| -------------------- | ---------- | ---------- | ---------------- | --------------------------------- | ------------------ |
| Cluses (chef-lieu)   | 74081      | 74300      | 10,46            | 17 525 (2012)                     | 1 675              |
| Arâches-la-Frasse    | 74014      | 74300      | 37,69            | 1 865 (2012)                      | 49                 |
| Châtillon-sur-Cluses | 74064      | 74300      | 9,18             | 1 226 (2012)                      | 134                |
| Magland              | 74159      | 74300      | 40,32            | 3 202 (2012)                      | 79                 |
| Saint-Sigismond      | 74252      | 74300      | 7,92             | 602 (2012)                        | 76                 |

### Composition après 2015
Depuis 2015, le canton de Cluses regroupe 16 communes.
| Nom                            | Code Insee | Intercommunalité            | Superficie (km2) | Population (dernière pop. légale) | Densité (hab./km2) | Modifier                                    |
| ------------------------------ | ---------- | --------------------------- | ---------------- | --------------------------------- | ------------------ | ------------------------------------------- |
| Cluses (bureau centralisateur) | 74081      | CC Cluses-Arve et Montagnes | 10,46            | 17 366 (2022)                     | 1 660              | modifier les données · modifier les données |
| Châtillon-sur-Cluses           | 74064      | CC des Montagnes du Giffre  | 9,18             | 1 215 (2022)                      | 132                | modifier les données · modifier les données |
| Marnaz                         | 74169      | CC Cluses-Arve et Montagnes | 9,02             | 5 920 (2022)                      | 656                | modifier les données · modifier les données |
| Mieussy                        | 74183      | CC des Montagnes du Giffre  | 44,45            | 2 521 (2022)                      | 57                 | modifier les données · modifier les données |
| Mont-Saxonnex                  | 74189      | CC Cluses-Arve et Montagnes | 26,28            | 1 637 (2022)                      | 62                 | modifier les données · modifier les données |
| Morillon                       | 74190      | CC des Montagnes du Giffre  | 14,51            | 694 (2022)                        | 48                 | modifier les données · modifier les données |
| Nancy-sur-Cluses               | 74196      | CC Cluses-Arve et Montagnes | 14,22            | 466 (2022)                        | 33                 | modifier les données · modifier les données |
| Le Reposoir                    | 74221      | CC Cluses-Arve et Montagnes | 37,36            | 559 (2022)                        | 15                 | modifier les données · modifier les données |
| La Rivière-Enverse             | 74223      | CC des Montagnes du Giffre  | 7,98             | 490 (2022)                        | 61                 | modifier les données · modifier les données |
| Saint-Sigismond                | 74252      | CC Cluses-Arve et Montagnes | 7,92             | 649 (2022)                        | 82                 | modifier les données · modifier les données |
| Samoëns                        | 74258      | CC des Montagnes du Giffre  | 97,29            | 2 193 (2022)                      | 23                 | modifier les données · modifier les données |
| Scionzier                      | 74264      | CC Cluses-Arve et Montagnes | 10,62            | 9 074 (2022)                      | 854                | modifier les données · modifier les données |
| Sixt-Fer-à-Cheval              | 74273      | CC des Montagnes du Giffre  | 119,07           | 728 (2022)                        | 6,1                | modifier les données · modifier les données |
| Taninges                       | 74276      | CC des Montagnes du Giffre  | 42,66            | 3 501 (2022)                      | 82                 | modifier les données · modifier les données |
| Thyez                          | 74278      | CC Cluses-Arve et Montagnes | 9,81             | 6 344 (2022)                      | 647                | modifier les données · modifier les données |
| Verchaix                       | 74294      | CC des Montagnes du Giffre  | 15,89            | 794 (2022)                        | 50                 | modifier les données · modifier les données |
| Canton de Cluses               | 7406       |                             | 476,72           | 54 151 (2022)                     | 114                | modifier les données                        |

## Démographie

### Démographie avant 2015
| 1962   | 1968   | 1975   | 1982   | 1990   | 1999   | 2006   | 2011   | 2012   |
| ------ | ------ | ------ | ------ | ------ | ------ | ------ | ------ | ------ |
| 12 018 | 16 022 | 18 778 | 20 135 | 21 935 | 23 840 | 24 323 | 24 229 | 24 420 |

### Démographie depuis 2015
En 2022, le canton comptait 54 151 habitants, en évolution de +2,69 % par rapport à 2016 (Haute-Savoie : +6,01 %, France hors Mayotte : +2,11 %).
| 2013   | 2018   | 2022   |
| ------ | ------ | ------ |
| 51 370 | 53 094 | 54 151 |